# 1,4-Dioxan
1,4-Dioxan ist ein alicyclischer Diether und als solcher eine heterocyclische organische Verbindung.

## Gewinnung und Darstellung
Die kommerzielle Herstellung von 1,4-Dioxan erfolgt weitestgehend durch säurekatalysierte Dehydratisierung und gleichzeitiger Cyclisierung von Diethylenglycol bei Temperaturen von 130–200 °C und leichtem Unter- bzw. Überdruck von 0,25–1,1 bar.
Man verwendet verdünnte Schwefelsäure (bis 5 %), Phosphorsäure, p-Toluolsulfonsäure oder auch stark saure Kationenaustauscher und destilliert das gebildete Dioxan kontinuierlich aus dem Reaktionsgemisch ab. Das Rohprodukt wird neutralisiert und in Rektifikationskolonnen destillativ gereinigt. Bei diesem Prozess sind Ausbeuten im Bereich von 90 % erreichbar.
1,4-Dioxan fällt in großen Mengen als Zwischenprodukt bei der Herstellung von Polyethylenglycol (PEG) und Ethersulfaten wie SLES an.

## Eigenschaften

### Physikalische Eigenschaften

3D-Darstellung des 1,4-Dioxan

1,4-Dioxan ist eine farblose und niedrigviskose Flüssigkeit, die bei Normaldruck bei 101 °C siedet. Die Dampfdruckfunktion ergibt sich nach Antoine entsprechend log10(P) = A−(B/(T+C)) (P in bar, T in K) mit A = 4,58135, B = 1570,093 und C = −31.297 im Temperaturbereich von 293 bis 378 K. In fester Phase existieren zwei unterschiedliche Kristallformen. Bei 0 °C wandelt sich Form II in Form I um, die bei 11 °C schmilzt. Die Umwandlungsenthalpie beträgt 2,351 kJ·mol−1, die Schmelzenthalpie 12,845 kJ·mol−1. Die Wärmekapazität beträgt bei 25 °C 149,65 J·mol−1·K−1 bzw. 1,70 J·g−1·K−1. Der cyclische Diether ist beliebig mit Wasser mischbar.
Das Molekül liegt wie Cyclohexan oder Pyranosen hauptsächlich in der inversionssymmetrischen Sesselform vor. Für das Dipolmoment von 0,45 D (zum Vergleich: Tetrahydrofuran hat ein Dipolmoment von 1,63 D) sind weitere Konformere, insbesondere die Wannenform verantwortlich.
Dioxan ist mit den meisten organischen Lösungsmitteln, wie Ethanol, Diethylether und Aceton sowie Wasser gut mischbar. Bei Normaldruck wird in dem binären System Dioxan/Wasser bei 82,1 Massenprozent Dioxan ein azeotroper Siedepunkt von 87,6 °C beobachtet. Im binären System Dioxan/Ethanol findet sich ein bei 78,1 °C azeotrop siedendes Gemisch mit einem Dioxangehalt von 9,3 Ma%.

Dampfdruckfunktion von 1,4-Dioxan
Binäres Phasendiagramm des Systems 1,4-Dioxan/Wasser

### Sicherheitstechnische Kenngrößen
Dioxan bildet leicht entzündliche Dampf-Luft-Gemische. Die Verbindung hat einen Flammpunkt bei 11 °C. Der Explosionsbereich liegt zwischen 1,4 Vol.‑% (51 g/m3) als untere Explosionsgrenze (UEG) und 22,5 Vol.‑% (820 g/m3) als obere Explosionsgrenze (OEG). Eine Korrelation der Explosionsgrenzen mit der Dampfdruckfunktion ergibt einen unteren Explosionspunkt von 9 °C sowie einen oberen Explosionspunkt von 58 °C. Der maximale Explosionsdruck beträgt 9,1 bar. Die Grenzspaltweite wurde mit 0,7 mm bestimmt. Es resultiert damit eine Zuordnung in die Explosionsgruppe IIB. Die Zündtemperatur beträgt 375 °C. Der Stoff fällt somit in die Temperaturklasse T2. Die elektrische Leitfähigkeit ist mit 5·10−13 S·m−1 sehr gering.

## Verwendung
Da 1,4-Dioxan relativ inert und gut mischbar mit anderen Lösungsmitteln ist, findet es Verwendung als Lösungsmittel z. B. bei der Produktion von Klebstoffen, Abbeizmitteln, Farbstoffen, Entfettern, Gewebereinigern und Papier. Als Methylchloroform noch intensiv eingesetzt wurde, war 1,4-Dioxan der übliche Stabilisator (2–8 % Anteil).
Die EU stufte 1,4-Dioxan 2021 als besonders besorgniserregenden Stoff (SVHC) ein.

## Auftreten von 1,4-Dioxan in Umwelt und Trinkwasser
In Oder, Main und Rhein wurde der Stoff in Konzentrationen zwischen 0,86 und 2,2 µg/L nachgewiesen, in deutschen Trinkwässern in Konzentrationen bis zu 0,6 µg/L. Im Beobachtungszeitraum 11/2014–09/2015 wurden im Rhein Konzentrationen zwischen 0,5 µg/L und 2 µg/L nachgewiesen; im Mittel waren noch 0,5 µg/L im Uferfiltrat vorhanden. Der Stoff kann mittels der üblicherweise eingesetzten technischen Methoden der Wasseraufbereitung (Ozonung, Aktivkohlebehandlung) nicht entfernt werden. 2016 wurden in der Alz erhöhte Gehalte an 1,4-Dioxan nachgewiesen. Die Hauptemittenten (Hersteller von Papier, Kunstfasern und Tensiden) wurden identifiziert und Gegenmaßnahmen eingeleitet. Die bislang höchste nachgewiesene Konzentration von 1,4-Dioxan in einem bayerischen oberflächenwasserbeeinflussten Brunnen lag bei 2,4 μg/L.
In Deutschland gilt ein Trinkwasserleitwert von 5 µg/L, der nicht überschritten werden sollte. In den USA hingegen wird eine health-based reference concentration von 0,35 µg/L angewendet. Ein umfangreiches Monitoring der öffentlichen Trinkwasserversorgung in den USA (~35.000 Proben, 4864 Trinkwassersysteme) ergab eine Detektionshäufigkeit von 21 % und in 6,9 % wurde eine Überschreitung der abgeleiteten Referenzkonzentration von 0,35 µg/L festgestellt.

## Gesundheitliche Aspekte
Da 1,4-Dioxan als Zwischenprodukt der Synthese von Natriumdodecylpoly(oxyethylen)sulfat anfällt, kann es auch in messbaren Mengen in Kosmetikprodukten wie Shampoo oder Zahnpasta vorkommen. Eine krebserregende Wirkung ist bisher weder sicher nachgewiesen noch sicher auszuschließen. Das National Toxicology Program des amerikanischen Bundesgesundheitsministeriums kommt zu dem Schluss, die Substanz sei „reasonably anticipated to be a human carcinogen based on sufficient evidence of carcinogenicity from studies in experimental animals“, stehe also in dem begründeten Verdacht, in Menschen karzinogen zu sein, nachdem entsprechende Effekte in Tieren nachgewiesen worden sind. Laut amerikanischer Arzneimittelbehörde FDA sind jedoch die gemessenen Werte in Produkten für Endkonsumenten sowohl unbedenklich als auch im Vergleich zur Vergangenheit – aufgrund verbesserter Herstellungsverfahren – rückläufig.